# Städer i Brests voblast
Städer i Brests voblast i Republiken Belarus har kriterier för ortskategorierna bestämda i enlighet med republikens lag (den 5 maj 1998 № 154-Z) ”Om administrativa och territoriella uppdelningen och om ordningen för att lösa frågor om den administrativa och territoriella anordningen i Republiken Belarus”.
Städerna är indelade i följande underkategorier:
- en stad av republikansk subordination – Minsks stad, Belarus huvudstad;
- städer av regional subordination – de största orterna (med en folkmängd på minst 50 000 personer), som är administrativa och stora ekonomiska och kulturella centra med en utvecklad industriell och social infrastruktur;
- städer av distriktssubordination – orter med en befolkmängd på minst 6 000 personer, med industrianläggningar, ett nätverk av institutioner för socialt, kulturellt och ekonomiskt ändamål, med förutsättningarna för vidareutveckling och befolkningstillväxt.

## Karta över städer i Brests voblasts
Städer med folkmängd:
|  |  | – 200 000 och mera          |  |  | – från 10 000 till 19 999 |
|  |  | – från 100 000 till 199 999 |  |  | – från 5 000 till 9 999   |
|  |  | – från 50 000 till 99 999   |  |  | – 1 999 och mindre        |
|  |  | – från 20 000 till 49 999   |  |  |                           |

Den gröna färgen indicerar städer med ökande folkmängd, och den röda med minskande folkmängd.

## Antal städer och folkmängd
Den 14 oktober 2009 (folkräkning) (och den 1 januari 2016) fanns det i Brests voblast 21 städer, däribland tre städer av regional subordination och 18 städer av distriktssubordination:
| Folkmängd                 | Antal | Antal i procent | Personer | Personer i procent |
| ------------------------- | ----- | --------------- | -------- | ------------------ |
| 200 000 och mera          | 1     | 4,76 %          | 309 764  | 34,59 %            |
| från 100 000 till 199 999 | 2     | 9,52 %          | 298 595  | 33,35 %            |
| från 50 000 till 99 999   | 1     | 4,76 %          | 51 166   | 5,71 %             |
| från 20 000 till 49 999   | 3     | 14,29 %         | 75 923   | 8,48 %             |
| från 10 000 till 19 999   | 10    | 47,62 %         | 137 585  | 15,36 %            |
| från 5 000 till 9 999     | 3     | 14,29 %         | 20 396   | 2,28 %             |
| 4 999 och mindre          | 1     | 4,76 %          | 2 029    | 0,23 %             |
| Summa                     | 21    | 100,00 %        | 895 458  | 100,00 %           |

## Lista över städer i Brests voblasć
Latinska namnen på listan är skrivna i enlighet med de officiella nationella och internationella translitterationsreglerna.

| Nr | Vapen | Namn (latinskt) | Namn (kyrilliskt) | Distrikt (rajon)    | Folkmängd (folkräkning, 2009) | Folkmängd (beräkning, 2016) | Förändring |
| -- | ----- | --------------- | ----------------- | ------------------- | ----------------------------- | --------------------------- | ---------- |
| 1  |       | Brest           | Брэст             | Brests stad         | 309 764                       | 340 141                     | +9,81 %    |
| 2  |       | Baranavičy      | Баранавічы        | Baranavičy stad     | 168 240                       | 179 122                     | +6,47 %    |
| 3  |       | Pinsk           | Пінск             | Pinsks stad         | 130 355                       | 138 415                     | +6,18 %    |
| 4  |       | Kobryn          | Кобрын            | Kobryns distrikt    | 51 166                        | 52 655                      | +2,91 %    |
| 5  |       | Biaroza         | Бяроза            | Biaroza distrikt    | 29 357                        | 29 408                      | +0,17 %    |
| 6  |       | Luniniec        | Лунінец           | Luniniecs distrikt  | 23 608                        | 24 412                      | +3,41 %    |
| 7  |       | Ivacevičy       | Івацэвічы         | Ivacevičy distrikt  | 22 958                        | 23 280                      | +1,40 %    |
| 8  |       | Pružany         | Пружаны           | Pružany distrikt    | 19 032                        | 18 459                      | −3,01 %    |
| 9  |       | Ivanava         | Іванава           | Ivanava distrikt    | 16 086                        | 16 450                      | +2,26 %    |
| 10 |       | Drahičyn        | Драгічын          | Drahičyns distrikt  | 14 744                        | 14 898                      | +1,04 %    |
| 11 |       | Hancavičy       | Ганцавічы         | Hancavičy distrikt  | 13 894                        | 13 887                      | −0,05 %    |
| 12 |       | Žabinka         | Жабінка           | Žabinka distrikt    | 13 084                        | 13 357                      | +2,09 %    |
| 13 |       | Stolin          | Столін            | Stolins distrikt    | 12 462                        | 12 951                      | +3,92 %    |
| 14 |       | Mikaševičy      | Мікашэвічы        | Luniniecs distrikt  | 13 016                        | 12 759                      | −1,97 %    |
| 15 |       | Bielaaziorsk    | Белаазёрск        | Biaroza distrikt    | 12 519                        | 12 468                      | −0,41 %    |
| 16 |       | Malaryta        | Маларыта          | Malaryta distrikt   | 11 751                        | 11 823                      | +0,61 %    |
| 17 |       | Liachavičy      | Ляхавічы          | Liachavičy distrikt | 10 997                        | 10 902                      | −0,86 %    |
| 18 |       | Kamianiec       | Камянец           | Kamianiecs distrikt | 8 447                         | 8 405                       | −0,50 %    |
| 19 |       | Davyd-Haradok   | Давыд-Гарадок     | Stolins distrikt    | 6 573                         | 5 946                       | −9,54 %    |
| 20 |       | Vysokaje        | Высокае           | Kamianiecs distrikt | 5 376                         | 5 164                       | −3,94 %    |
| 21 |       | Kosava          | Косава            | Ivacevičy distrikt  | 2 029                         | 1 850                       | −8,82 %    |

## Bildgalleri

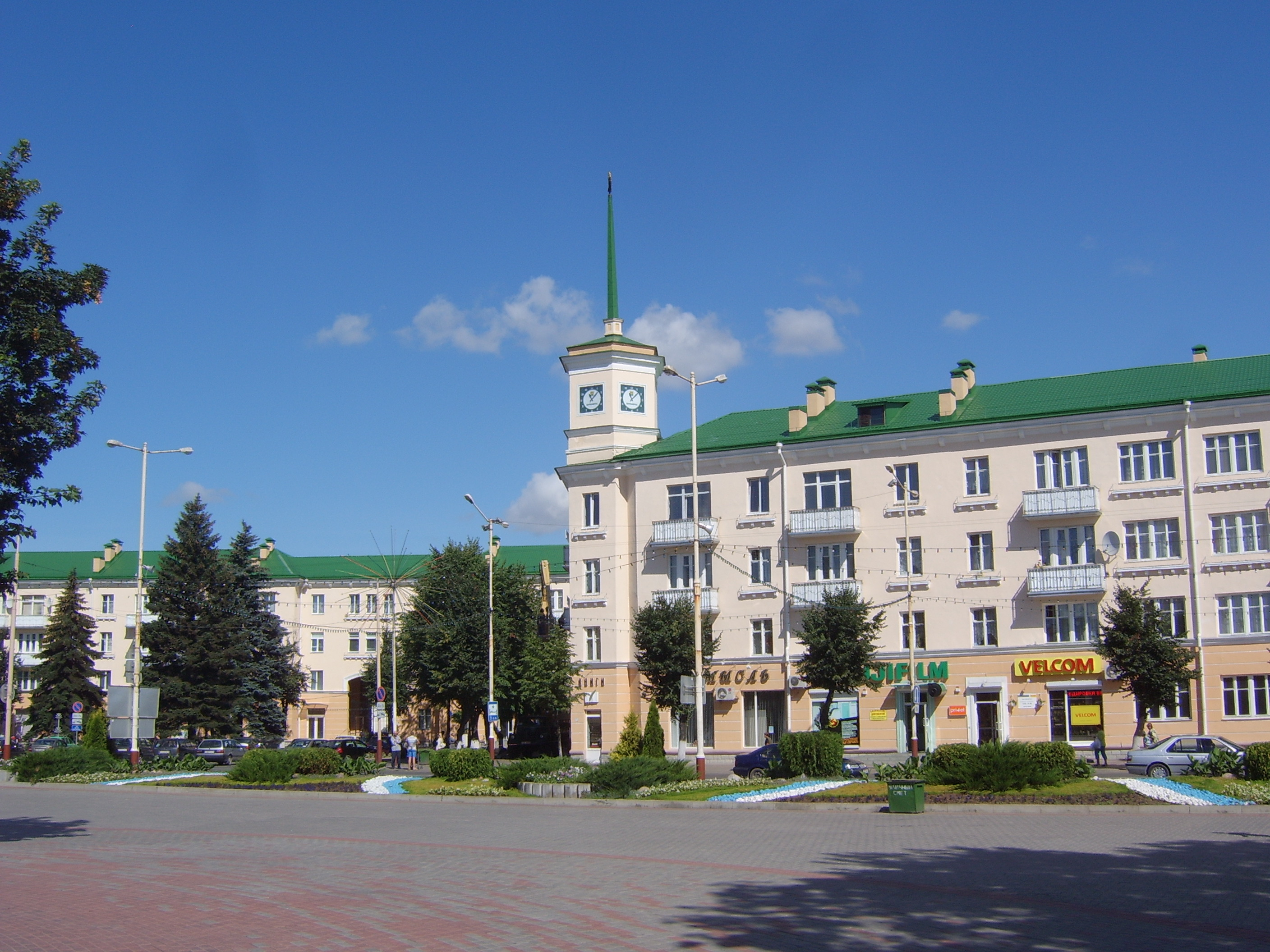
Baranavičy
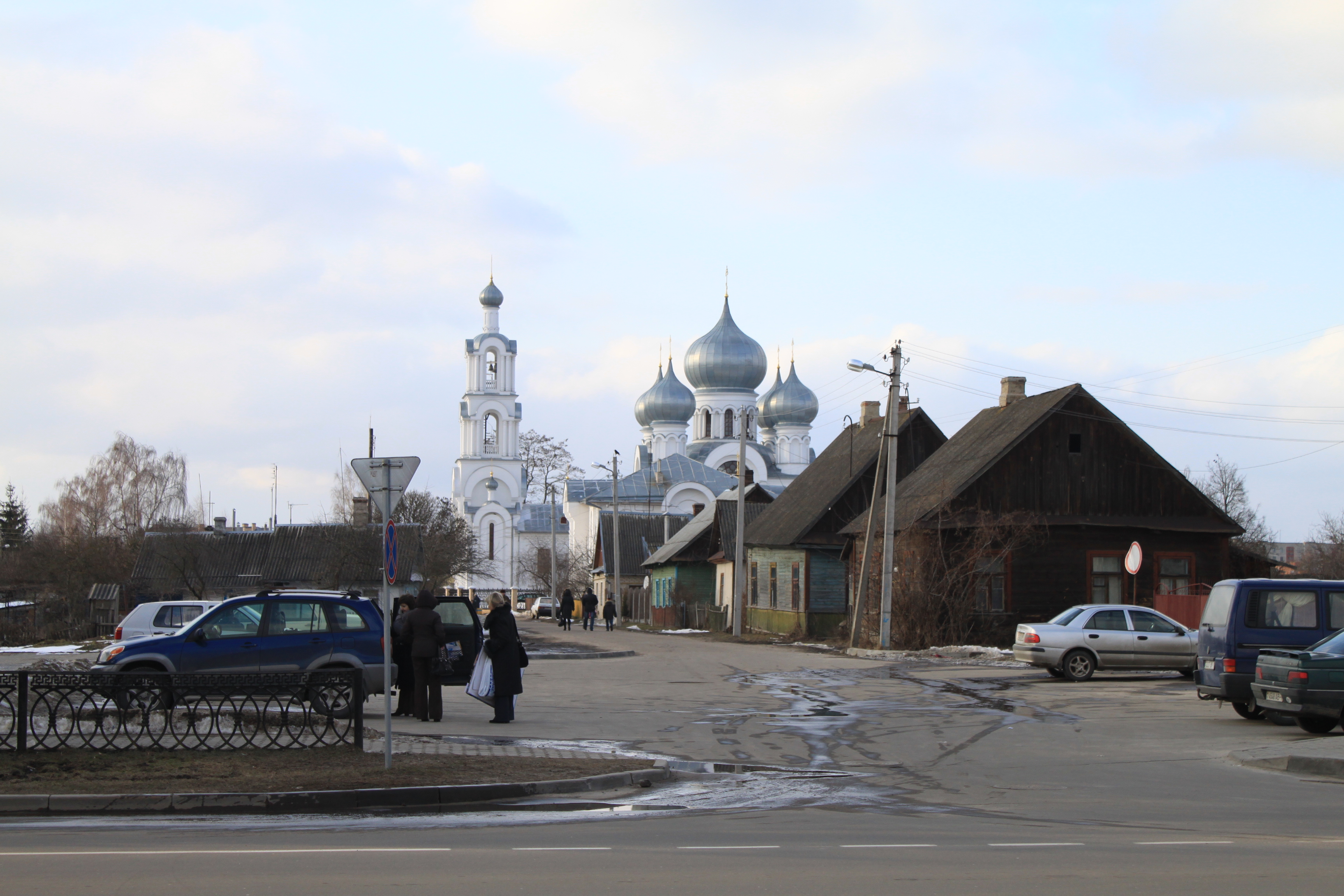
Biaroza
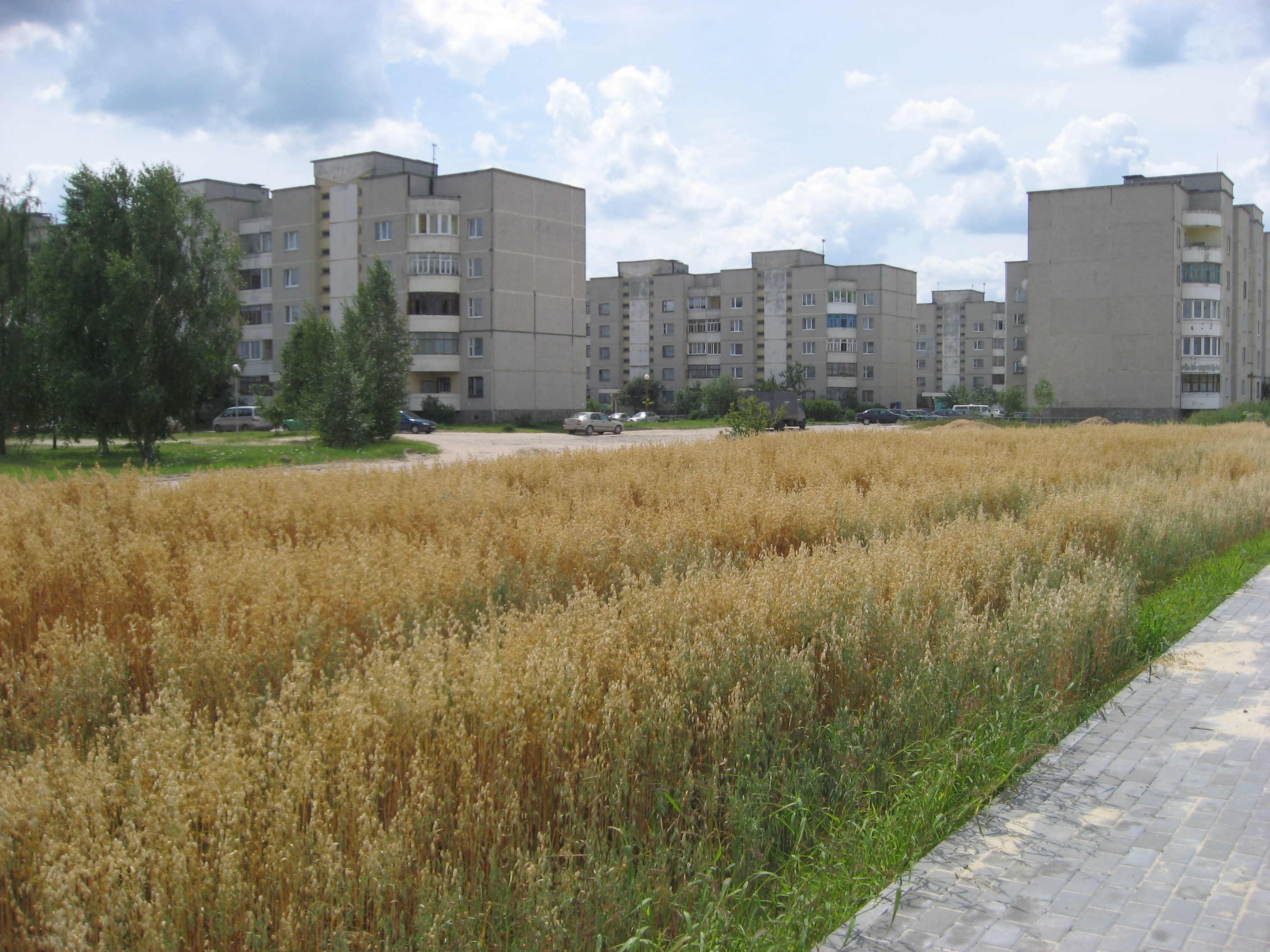
Bielaaziorsk
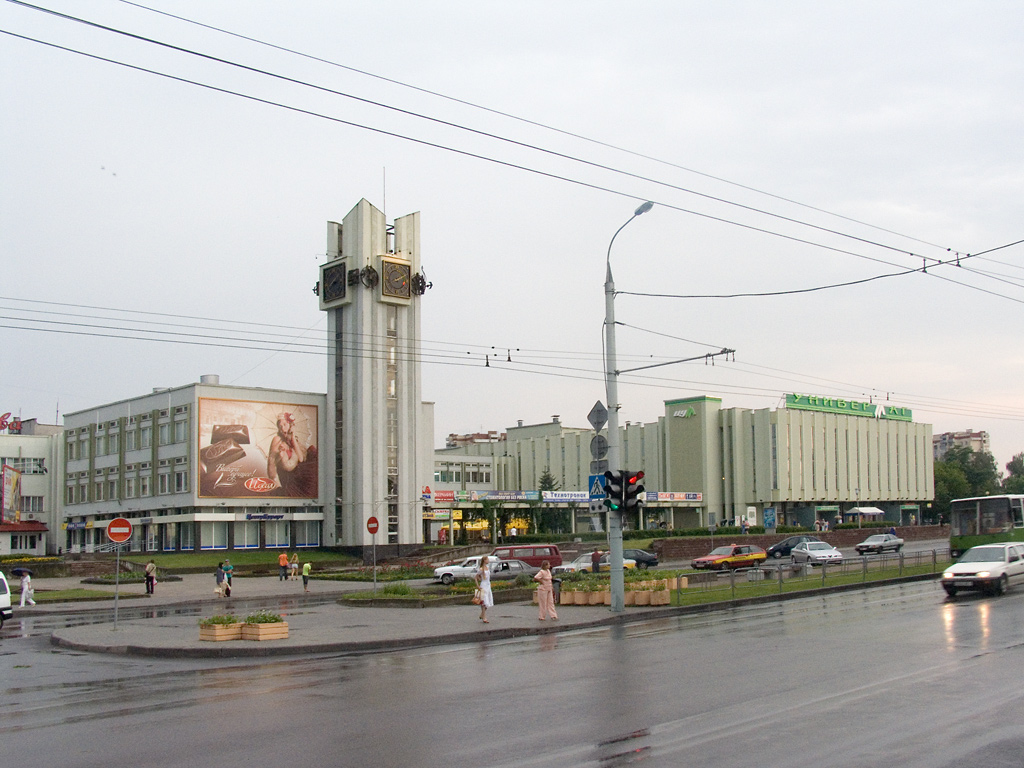
Brest
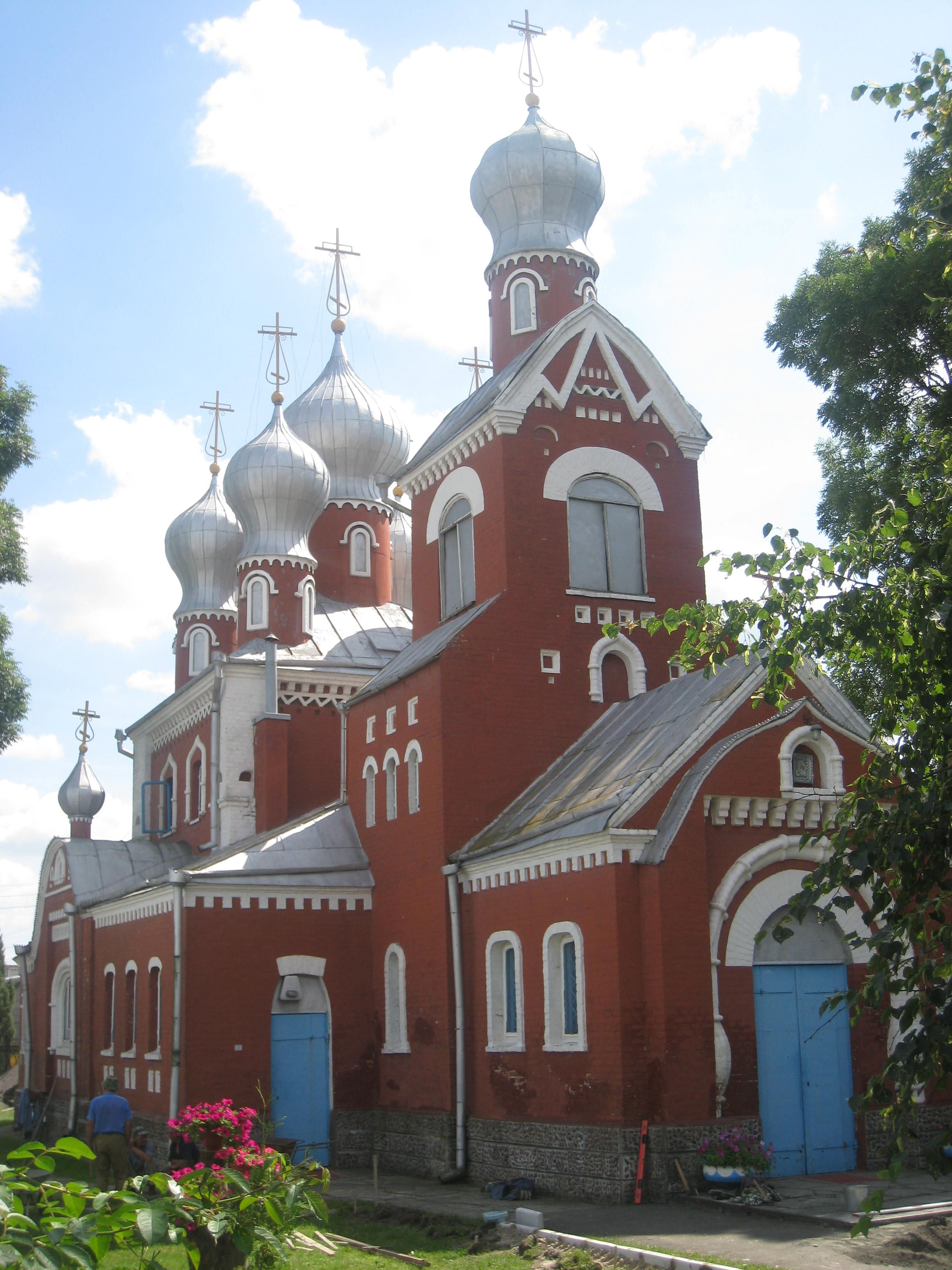
Davyd-Haradok
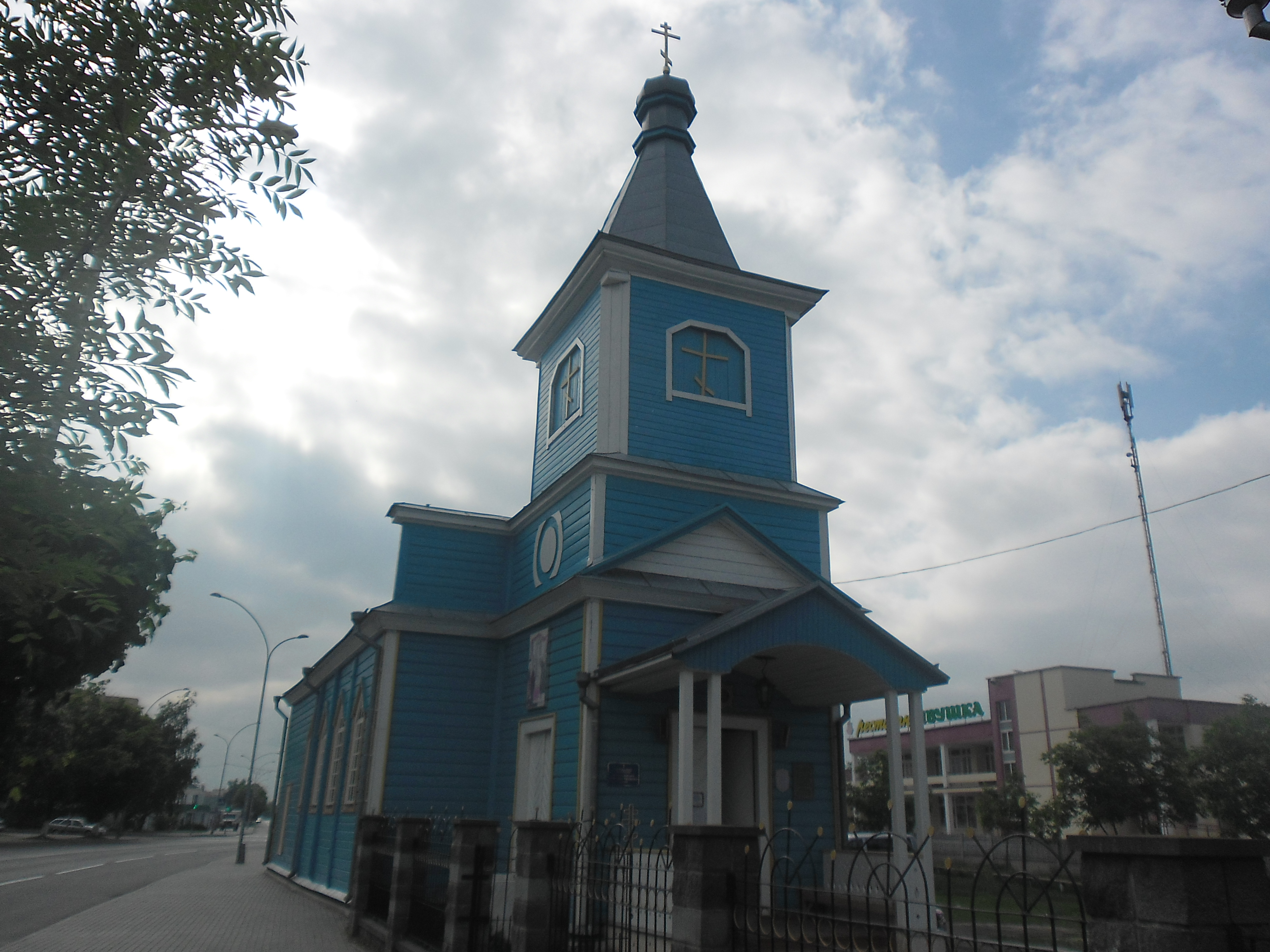
Drahičyn
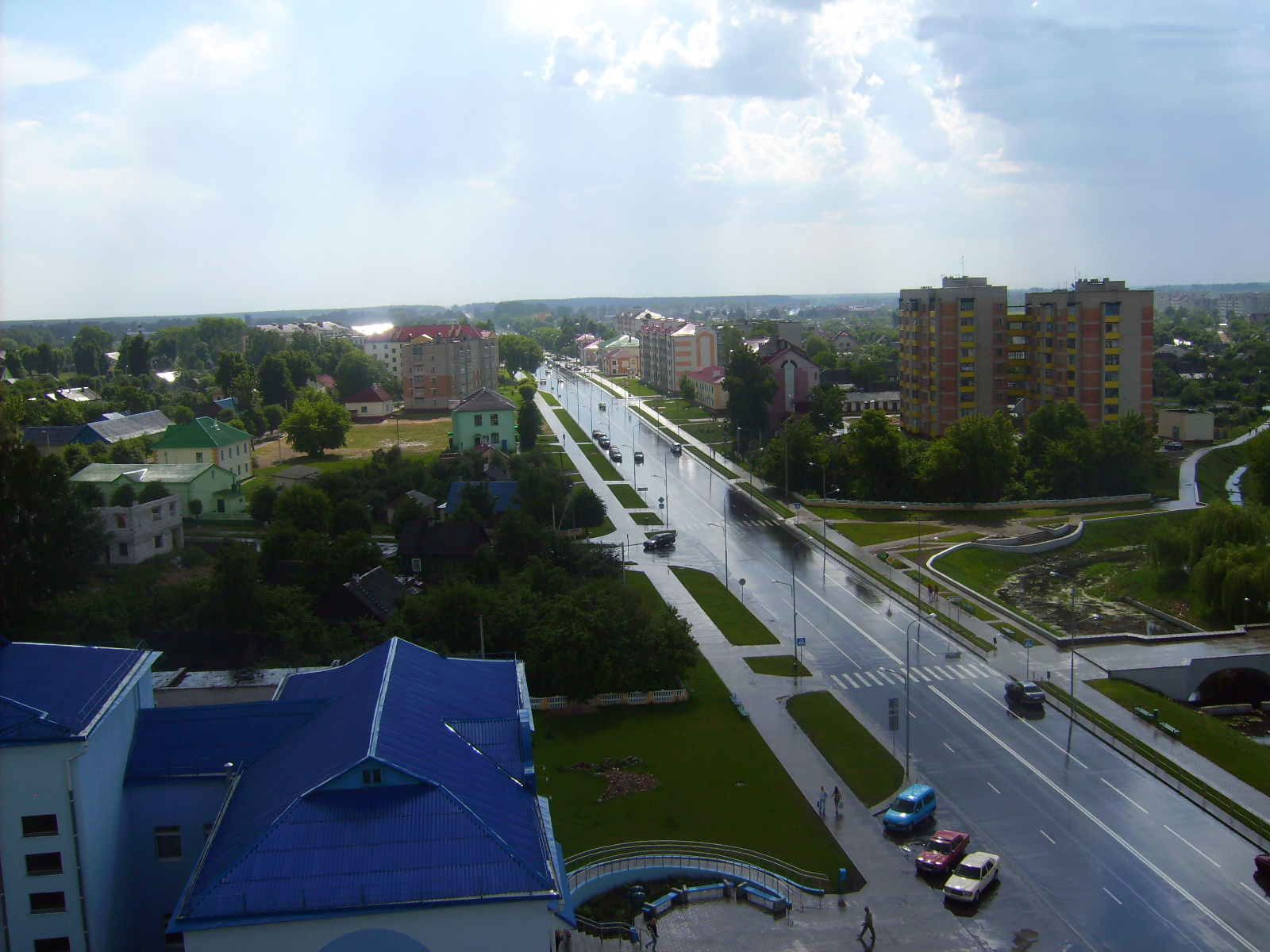
Ivacevičy
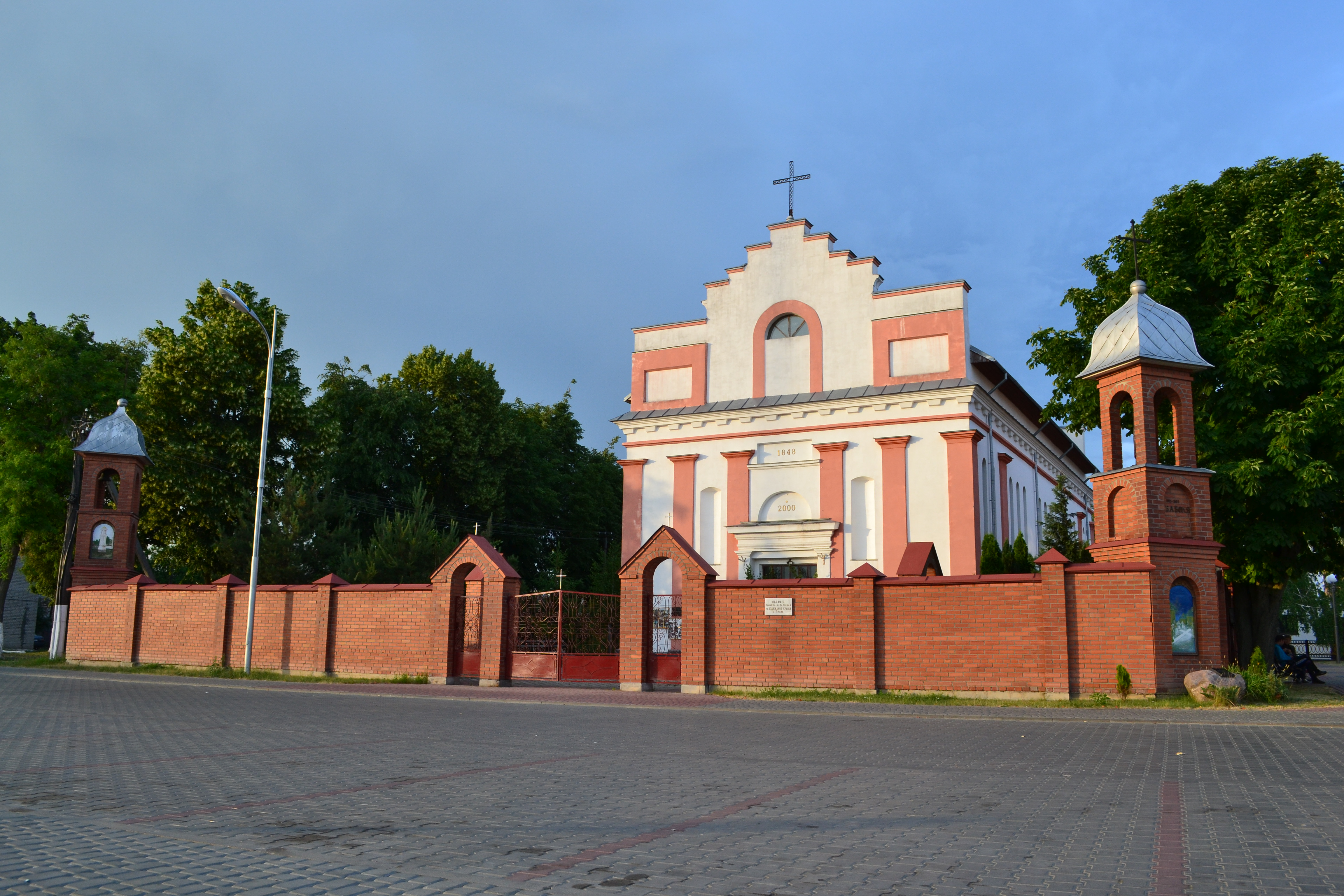
Ivanava
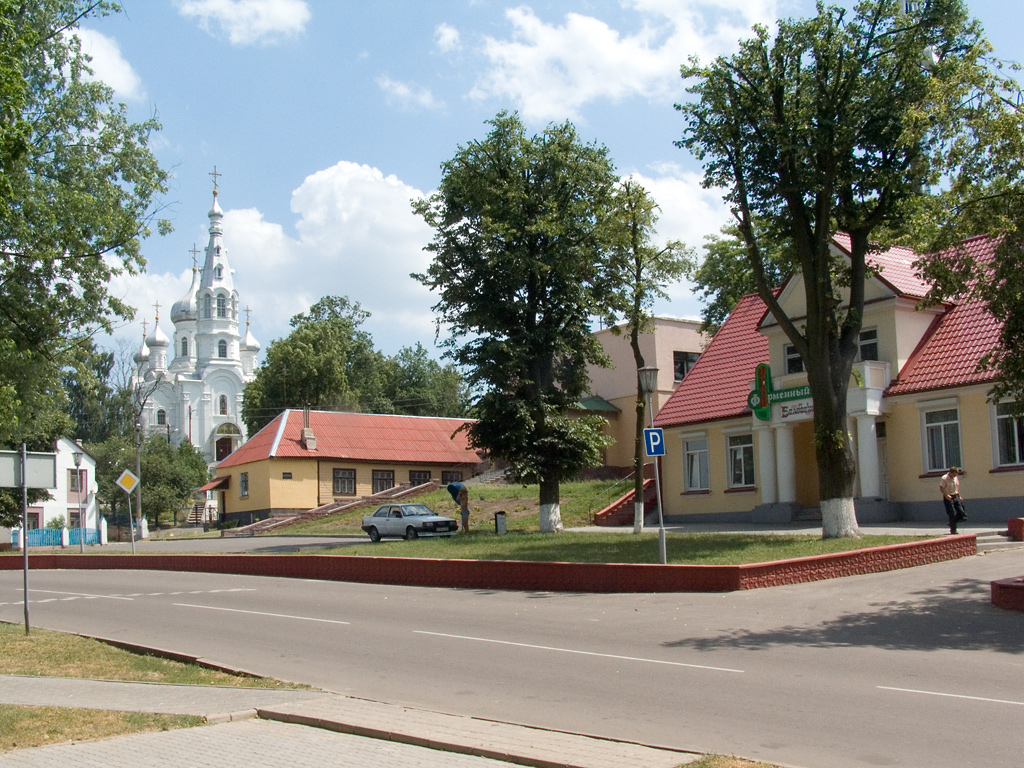
Kamianiec
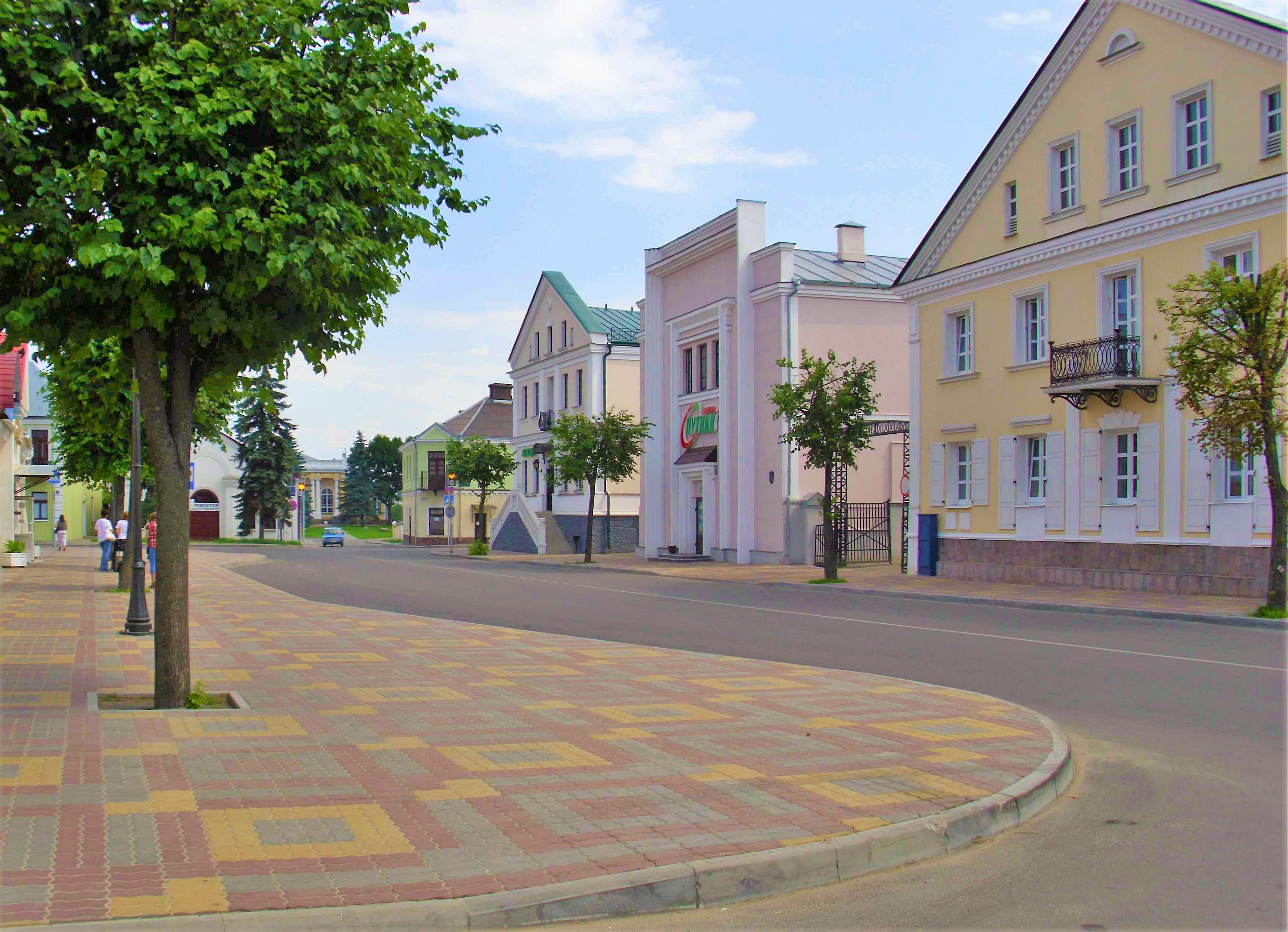
Kobryn
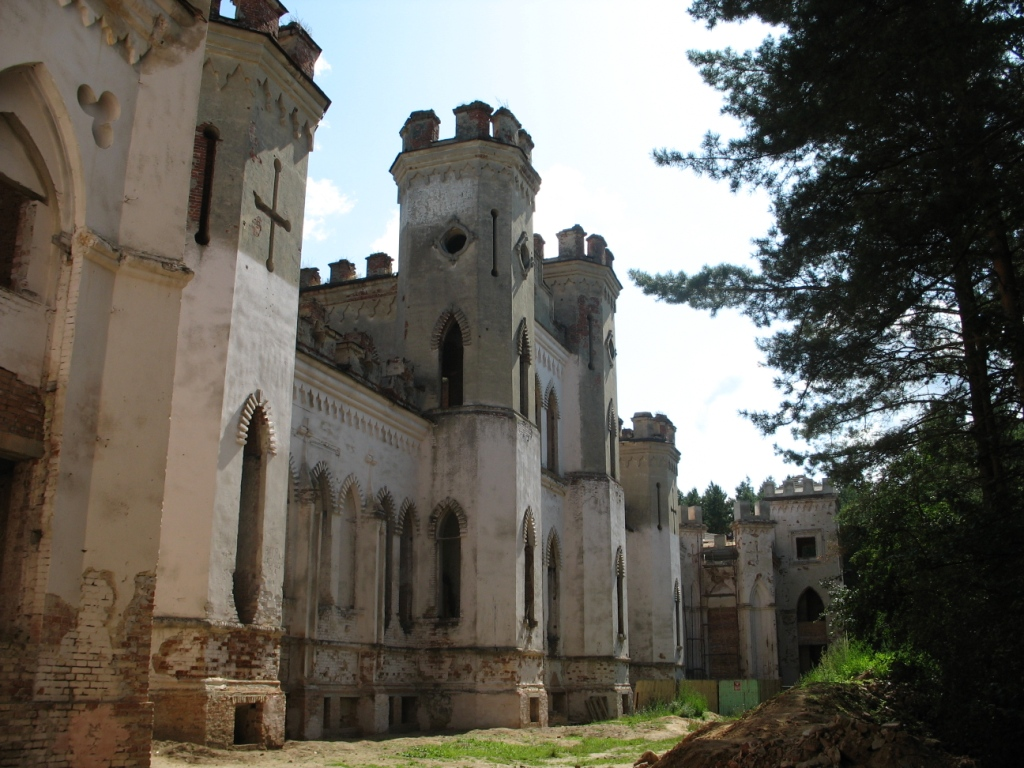
Kosava
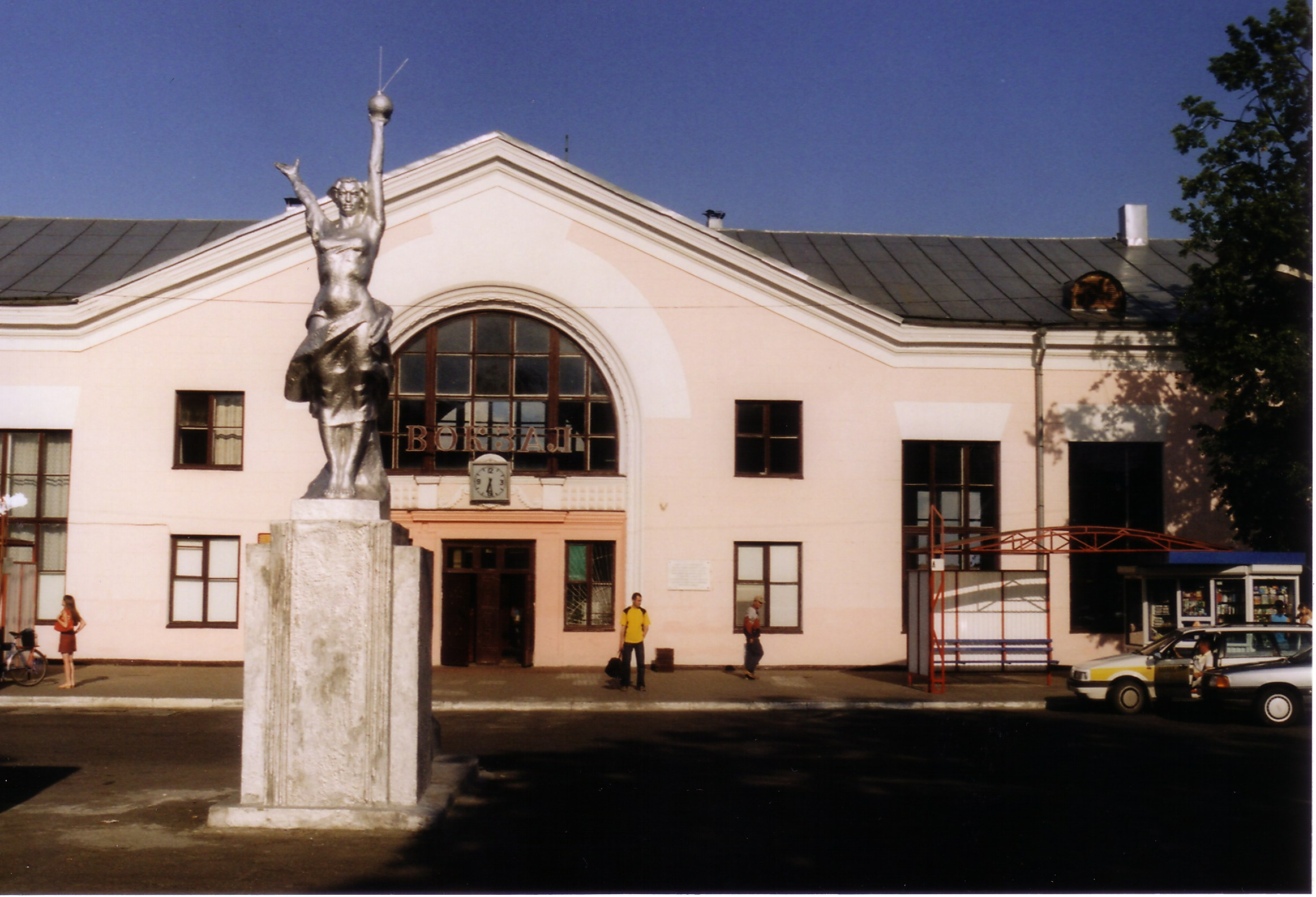
Luniniec
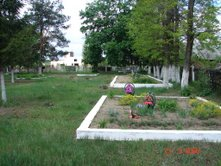
Malaryta
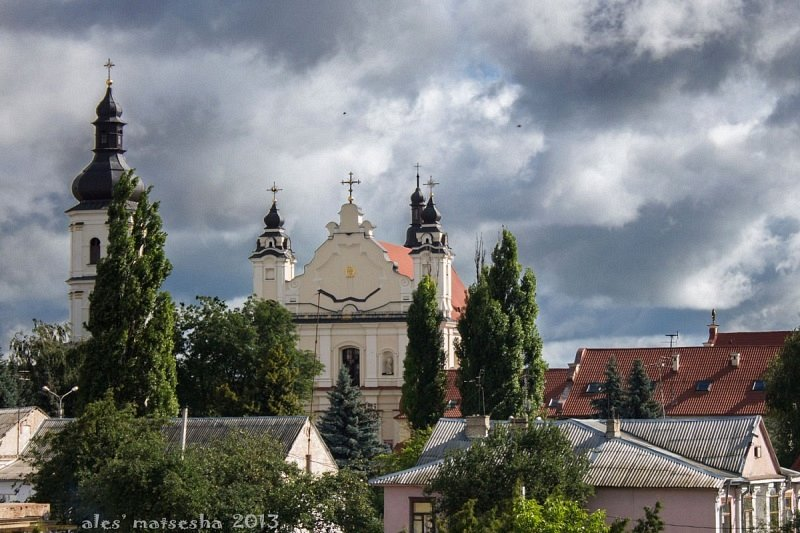
Pinsk
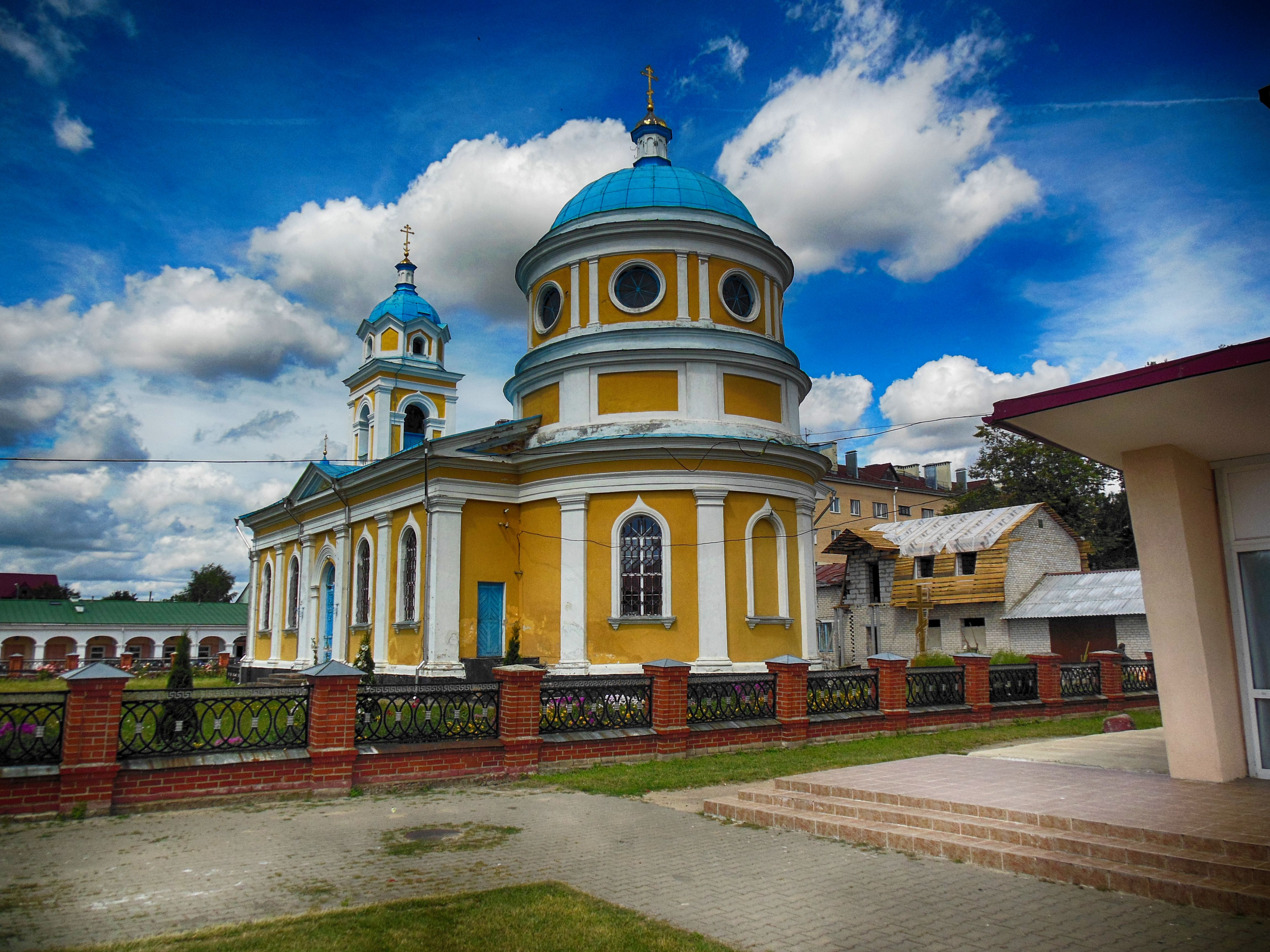
Pružany
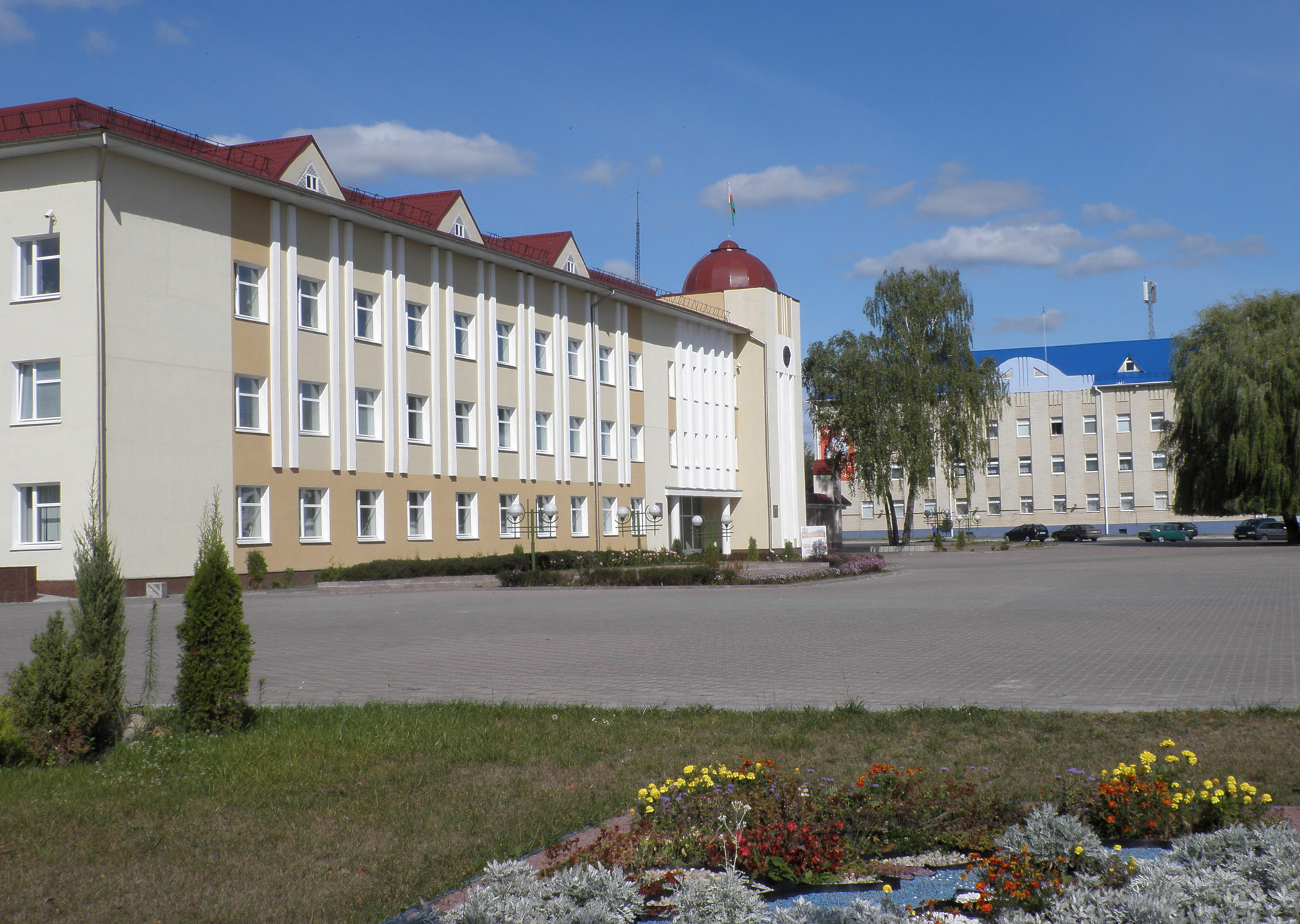
Stolin
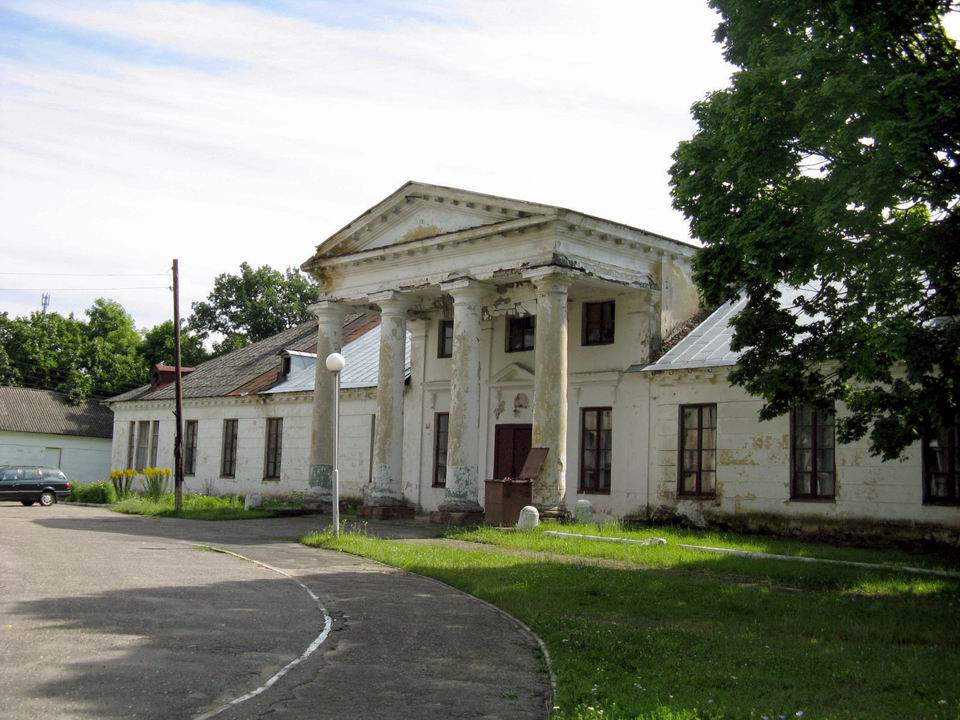
Vysokaje
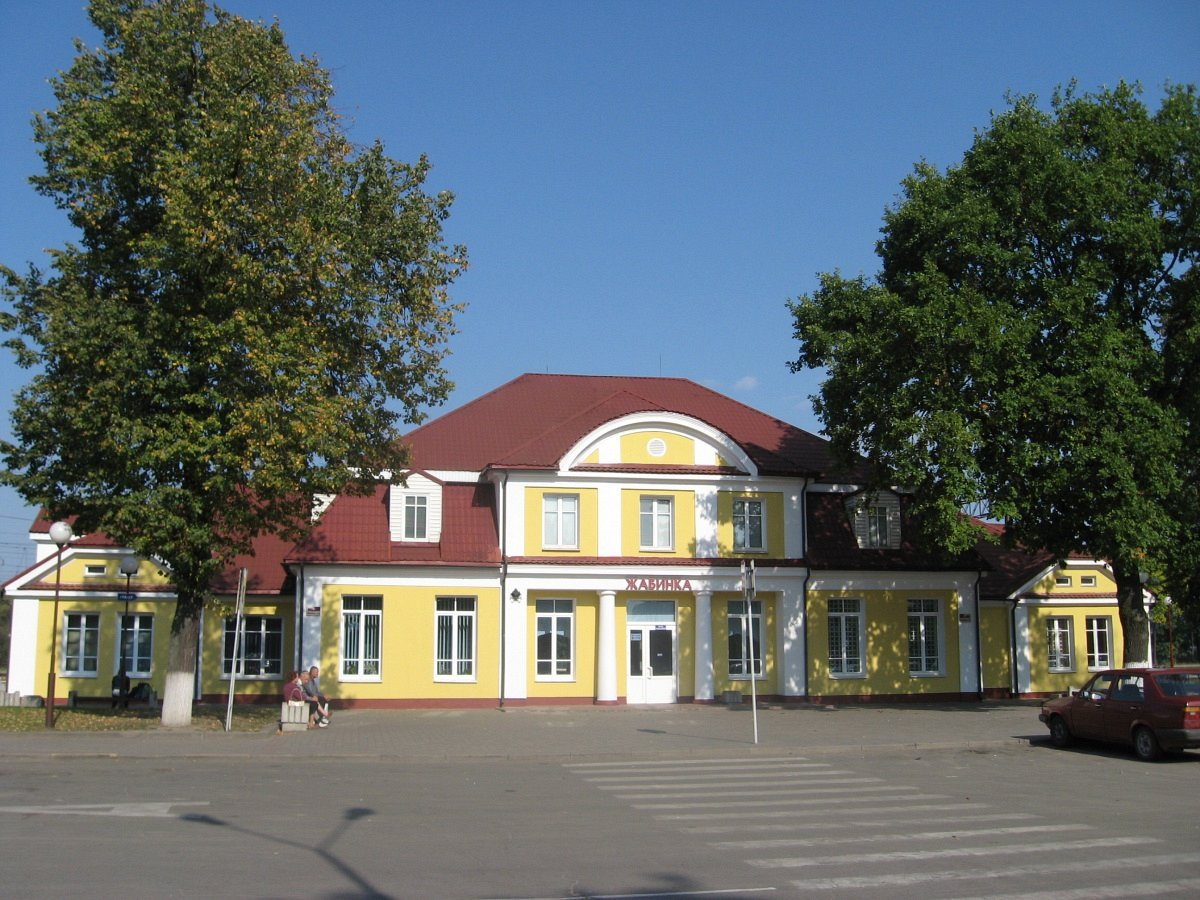
Žabinka